# おせんころがし

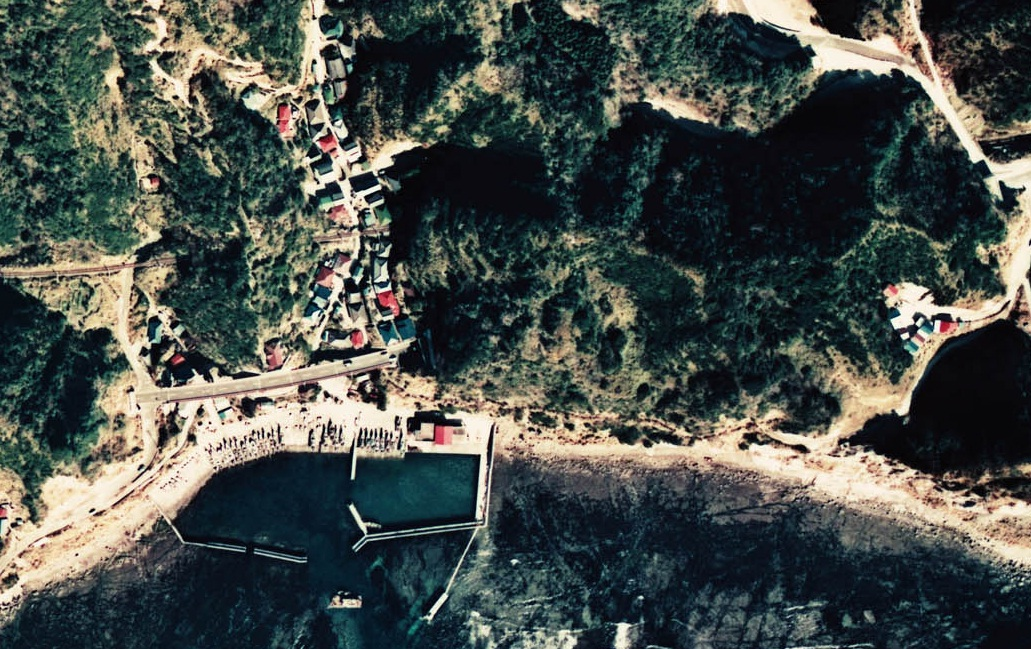
おせんころがしの航空写真（1974年）

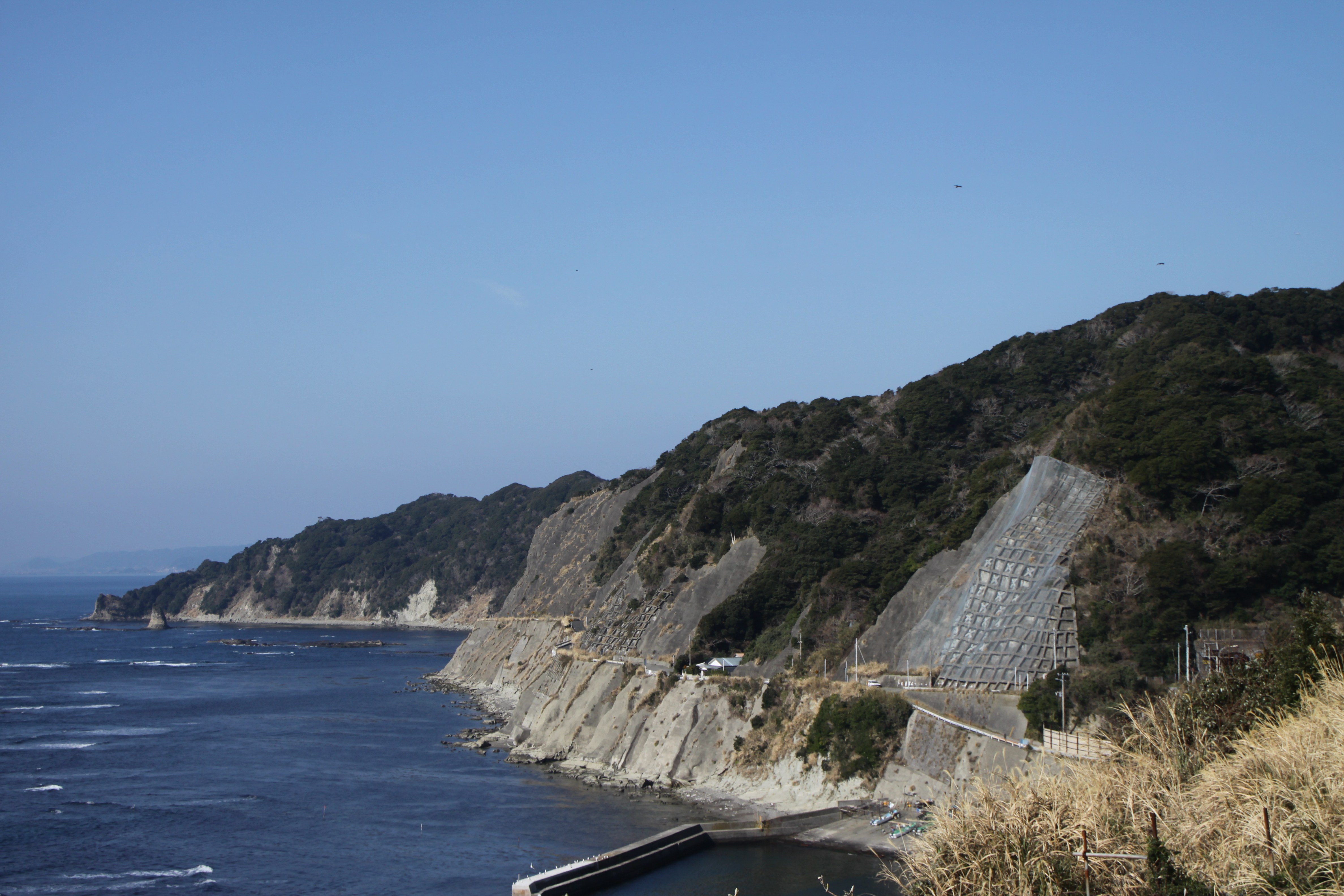
おせんころがし（入道ヶ岬側）

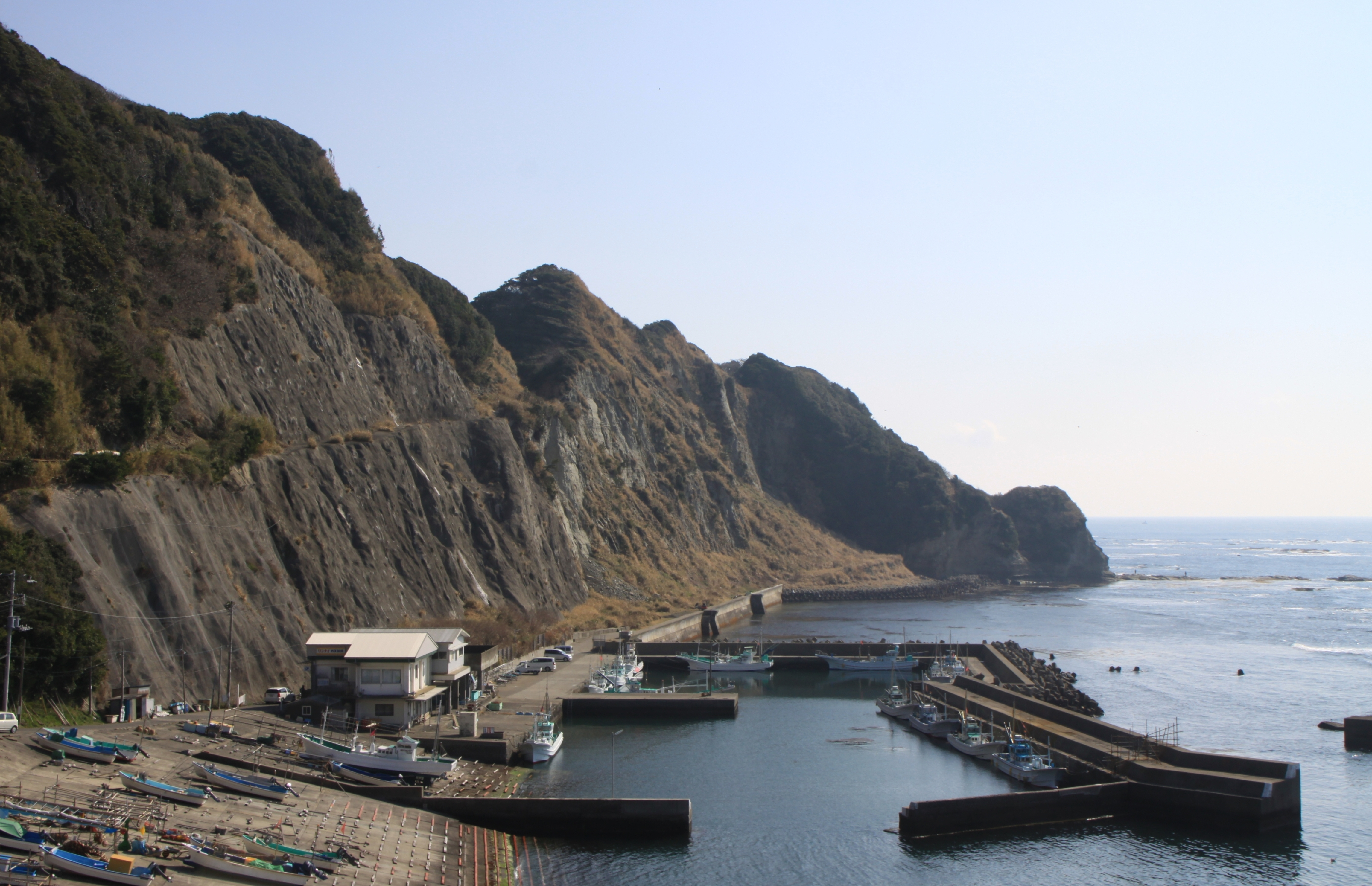
おせんころがし（小道側）

おせんころがし（漢字:お仙ころがし）は、千葉県勝浦市の西端から鴨川市にまたがる約4kmの崖の通称である。旧国道が崖の中腹を通り、古くは交通の難所であったが、現在は新国道が整備され解消されている。

## 概要
古くは、房総東往還の難所と知られていたが、1929年（昭和4年）、おせんころがしの部分を小湊トンネルなどで結ぶ鉄道（現在の外房線）が開通した。その後、おせんころがしの部分をおせんころがしトンネル、境川トンネルで結ぶ国道128号の新道も完成し、現在は崖の中腹にある小道が残るのみである。この小道に通ずる道はバリケードでふさがれており、ガードレール等も存在しない。
最寄駅は行川アイランド駅である。

## 歴史
江戸時代までは、房総半島の東側の集落（東條、小湊、興津、勝浦）は千葉より放射状に結ばれ、海岸沿いに進む道は間道程度に過ぎず、主要街道としては整備されなかった。
明治時代に入ると、波の高い太平洋側は海運が発達せず、早くから海岸沿いを結ぶ道が整備された。具体的な開通時期ははっきりとはしないが、おおよそ明治10年代（1877年-1886年）頃であると思われる。
1952年（昭和27年）に一家3人の殺人事件であるおせんころがし殺人事件（現場は小湊町内）が発生し、被害者がこの崖から投げ落とされた。なおこの時までに、内陸をトンネルで貫き、ショートカットする新道が完成していた。
昭和40年代（1965年-1974年）に、現在の国道である新道が完成し、おせんころがしは交通の難所ではなくなった。

## 名称の由来
昔、この崖の近くの豪族・古仙家（こせんけ）にいた、おせん（お仙）という一人娘が名称の由来とされている。お仙は、村人を苦しめる強欲非道な父親を改心させようとしたが、改心は無理と悟り、この崖から身を投げたといわれている。具体的には、豊作に託つけて年貢の取り分を増やそうとした強欲な領主（お仙の父親）に激怒した村人たちが領主殺害を決意し、父を諌めることに失敗したお仙が、やむなく父の服を着て成りすまし、夜襲をかけた村人達に崖から投げおとされた。朝になって崖下を確認した村人達は、自分達が投げおとしたのが実はお仙だったと知り嘆き悲しんだ、という悲話である。